# Cascina Guzzina
Nella zona meridionale del Comune di Brugherio, al confine con Cologno Monzese, si trova la Cascina Guzzina (in dialetto “Guscina”).  Il nome deriva dal termine Gussetta, che anticamente designava il bozzolo del baco da seta, il cui allevamento era molto diffuso nella zona.
Nel variegato insieme di corti, dove un tempo si svolgeva una rinomata attività agricola, vi sono ora residenze civili e attività commerciali.

## Architettura
Il complesso, già esistente nel Cinquecento, conserva le caratteristiche tipiche dell'architettura rurale.
L’ingresso alla cascina si trova a ovest, sulla Via Guzzina ed è caratterizzato da una torretta sovrastante.
Spostandoci di pochi passi verso sud troviamo la piccola Chiesa di Santa Maria degli Angeli il cui profilo si distingue appena lungo il perimetro murario che delimita il complesso edilizio.
L’architrave della porta d’ingresso reca un’iscrizione che ne ricorda la dedicazione alla Vergine Maria.
Sul fianco sud del fabbricato si stacca un’ala minore che conserva la modesta architettura del piccolo convento costruito in epoca remota dai frati Cappuccini.
A nord invece, sulla via Volturno, si accede alla villa con giardino fatta edificare dai nobili De Capitani da Vimercate nel XVIII secolo. Essa presenta uno schema piantistico a U ed è inserita all’interno, quasi al centro, della cascina.

## Storia
Il censimento del 1530, agli inizi della dominazione spagnola, evidenzia che il territorio della cascina apparteneva alla Corte di Monza e si estendeva per 650 pertiche milanesi (pari a circa 43 ettari). I proprietari erano Galeazzo Alfieri e il procuratore Francesco Pagano, ambedue milanesi.
Quando San Carlo Borromeo, arcivescovo di Milano, istituì la parrocchia San Bartolomeo in Brugherio, il 15 giugno 1578, la cascina Guzzina entrò a farne parte.
Dagli atti della visita pastorale del 15 novembre 1646 si ricava che il Vicario Foraneo della Chiesa San Bartolomeo visitò, alla Guzzina, l’oratorio di Santa Maria degli Angeli, allora dedicato a S. Andrea, del questore e senatore Andrea Alfieri.
Un grande proprietario della cascina fu il conte Giuseppe De Capitani da Vimercate.
Di lui si legge in un'antica cronaca che era fra i più esperti agricoltori, i suoi fondi erano noti per l'ottima produzione di vini.
Il Sommarione del 1751 del Catasto Teresiano elenca altri piccoli proprietari del territorio, quali le suore di S. Orsola, la famiglia Pestagalli, il Marchese Silva, il Conte Scotti e il conte Litta.
A seguito della Riforma amministrativa attuata dall'imperatrice Maria Teresa d'Austria, nel 1769 Guzzina venne annessa ufficialmente al vicino e più importante Comune di Moncucco.
Successivamente, con Moncucco, entrò a far parte del Comune di Brugherio istituito con Regio Decreto il 9 dicembre 1866.
Nei Sommarioni delle mappe del Catasto Lombardo-Veneto dell'anno 1871 troviamo citato il nobile Perego de Cremnago quale proprietario della casa di villeggiatura, dell'oratorio privato dedicato, questa volta, ai Re Magi, di case coloniche e ampi terreni.
Per eredità, in linea femminile, queste proprietà passarono infine ai conti Venino.